# Naród i Wojsko (1941–1942)
Naród i Wojsko – pierwsze ogólnopolskie pismo wydawane przez Narodowe Siły Zbrojne, miesięcznik, wychodziło od listopada 1941 r. do 20 grudnia 1942 r.
Początkowo było organem Związku Jaszczurczego. Po utworzeniu NSZ we wrześniu 1942 r., wydawanie pisma przejął Wydział Wychowania Ideowego Oddziału VI Oświatowo-Wychowawczego KG NSZ, ale jego kolportaż nadal był prowadzony kanałami ZJ. Nakład pisma wynosił 8 tys. egzemplarzy. Redaktorem był Lech Neyman ps. „Wacław Górnicki”, a do czerwca 1943 r. współredagował go ppłk Wacław Świeciński ps. „Tuwar”. Ukazywały się w nim artykuły dotyczące zagadnień z zakresu taktyki, techniki wojskowej (charakterystyka różnych typów broni i innego sprzętu militarnego), a także informacje o sytuacji na różnych frontach II wojny światowej. Ponadto w piśmie zamieszczano rozkazy Komendanta Głównego NSZ i niektóre odezwy organizacji tworzących ich zaplecze polityczne. Kontynuacją pisma był dwutygodnik pod nazwą Narodowe Siły Zbrojne.